# Fairlight (grup de programari piratejat)
FairLight (FLT) és un grup de warez i demos inicialment implicat en la plataforma Commodore, i dins d'aquesta plataforma aconseguint il·legalment jocs que alliberava de franc des del 1987. A més del C64, FairLight també ha emigrat cap a Amiga, Super NES i més tard el PC. El grup va ser fundat durant les vacances de Pasqua de 1987 per Strider i Black Shadow, ambdós exmembres de West Coast Crackers (WCC). West Coast Crackers (WCC) era la costa de l'oest de Suècia, així que FairLight era inicialment un grup suec, el qual més tard esdevenia internacional. El nom va ser agafat del sintetitzador Fairlight CMI que Strider va veure usar a Jean-Michel Jarre en alguns enregistraments.

## Començaments
FairLight es va fer conegut per desenvolupar ràpidament cracks. El secret era que Strider treballava en una botiga d'informàtica on tenia els últims jocs. Després va subornar un conductor de tren perquè transportés els jocs de Malmö a Ronneby, on Gollum va trencar el joc i el va enviar de tornada de la mateixa manera. D'aquesta manera podrien obtenir llançaments més ràpid que altres grups.

## Operació Fastlink
Diversos membres d'alt rang del grup van ser capturats el 21 d'abril de 2004, vuit mesos després que el grup tornés de la seva "jubilació" temporal que va començar el 9 de juny de 2003 i va acabar el 30 d'agost, en una operació de l'FBI anomenada Operació Fastlink.
Cossos policials d'onze països van intervenir, van detenir unes 120 persones i van confiscar més de 200 ordinadors (inclosos 30 servidors). Un servidor nord-americà contenia 65.000 títols piratejats que se suposa que estaven al dipòsit d'arxius del grup.
L'operació va ser coordinada per l'FBI, la British National Hi-Tech Crime Unit, el Bundeskriminalamt alemany (BKA) i la Business Software Alliance, i va tenir lloc a 27 estats dels EUA. Al Regne Unit, set ordinadors van ser confiscats i tres detencions es varen fer a Belfast, Manchester i Sheffield. A Singapur, tres persones (de 22, 30 i 34 anys) van ser arrestades. Als Països Baixos, agents de policia van investigar dos servidors propietat d'estudiants de dues universitats. Altres detencions i confiscacions es van fer a Bèlgica, Dinamarca, França, Alemanya, Hongria, Israel i Suècia per a un total d'11 països.
Segons el rumor, la incursió es va produir just abans que el grup warez hagués llançat el joc Hitman: Contracts. El joc va ser llançat per altres grups (iNSOMNiA, per a Xbox i PS2, i Razor 1911, per a PC) uns dies més tard.
Poc després de les incursions de l'Operació Fastlink, el membre del consell [Bacchus] escrigué:
L'última incursió massiva relacionada amb Warez abans de Fastlink va ser l'Operació Buccaneer que va apuntar a DrinkOrDie (entre d'altres) el desembre de 2001.
Des de l'octubre de 2006, la divisió ISO de FairLight ha començat a llançar-se de nou.

## Registres
FairLight va tenir una col·laboració de curta durada amb TRSI amb el seu esforç cooperatiu, TRSi i Fairlight Recordz, formada pel membre Zinkfloid (també conegut com Uyanik) i Raven de FairLight. Els grups van publicar diversos àlbums sota la seva marca "TRSI & FairLight Recordz", incloent Muffler (2000)   Arxivat 2017-12-08 a Wayback Machine. i CNCD (1995). 

## Activitat posterior
El 2012, Magnus "Pantaloon" Sjöberg treballava de director enginyer informàtic a Digital Illusions. Pontus "Bacchus" Berg treballava en concret en les telecomunicacions. Fredrik "Gollum" Kahl és ara professor de matemàtiques a la Lund University. Per "Zike" Carlbring és professor de psicologia clínica a la Stockholm University. Tony "Strider" Krvaric emigrà als Estats Units el 1992 i actualment és diputat pel Republican Party a San Diego County.